# Salmophasia acinaces
Salmophasia acinaces är en fiskart som först beskrevs av Valenciennes, 1844.  Salmophasia acinaces ingår i släktet Salmophasia och familjen karpfiskar. IUCN kategoriserar arten globalt som livskraftig. Inga underarter finns listade i Catalogue of Life.